# 前田妃奈

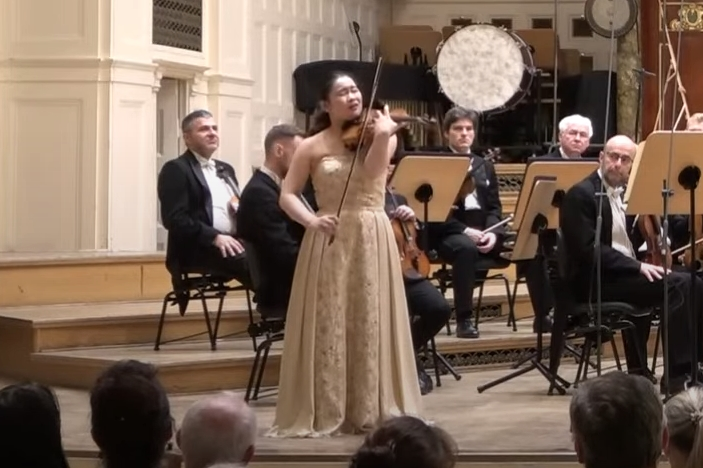
ポーランド放送アマデウス室内管弦楽団との共演（2022年11月20日、ポーランド・ポズナン）。

前田 妃奈（まえだ ひな、2002年9月12日 - ）は、日本のヴァイオリニスト。第16回ヘンリク・ヴィエニャフスキ国際ヴァイオリン・コンクール優勝者。大阪府豊中市生まれ。

## 来歴
4歳よりヴァイオリンを習い始める。2018年4月、東京音楽大学付属高等学校に特別特待奨学生として入学。同校卒業を経て、東京音楽大学アーティストディプロマコースに在学。小栗まち絵、原田幸一郎、神尾真由子らに師事。
11歳で関西フィルハーモニー管弦楽団と共演。以降もソリストとしての活動を重ねて、2025年2月時点ではチョン・ミョンフン指揮の東京フィルハーモニー交響楽団と共演。
2022年、第16回ヘンリク・ヴィエニャフスキ国際ヴァイオリン・コンクールにて優勝、日本人としては41年ぶりの受賞となった。
2023年、第21回関西元気文化圏賞（ニューパワー賞）受賞。2024年、第33回出光音楽賞受賞。2025年、大阪文化賞（令和6年度）受賞。

## コンクール入賞歴
- 2013年 - 第67回全日本学生音楽コンクール全国大会小学校の部第1位[11]。
- 2015年 - 第16回クロスターシェーンタール国際ヴァイオリンコンクール（独: Internationaler Wettbewerb für Violine Kloster Schöntal）14歳以下の部第1位[12]、ヴィルティオーゾ賞、スポンサー賞[5]。
- 2019年 - 第88回日本音楽コンクール第2位[13]・岩谷賞（聴衆賞）[5]。
- 2020年 - 第18回東京音楽コンクール弦楽部門第1位・聴衆賞[14]。
- 2022年 - 第16回ヘンリク・ヴィエニャフスキ国際ヴァイオリン・コンクール第1位[3]。